# Космос-1536
Космос-1536 је један од преко 2400 совјетских вјештачких сателита лансираних у оквиру програма Космос.
Космос-1536 је лансиран са космодрома Плесецк, СССР, 8. фебруара 1984. Ракета-носач Циклон-3 је поставила сателит у орбиту око планете Земље. Маса сателита при лансирању је износила 2200 килограма. Космос-1536 је био сателит намијењен за електронско извиђање, јављање и навођење.